# Russula atropurpurea
Russula atropurpurea (Krombh.) Britzelm., Bot. Zbl. 54: 99 (1893)

## Descrizione della specie
Cappello 
8–12 cm di diametro, da semiconvesso a spianato, lievemente depresso al centro, non molto carnoso.
cuticolabrillante, rosso violacea, porpora, più scura al centro
margineincurvato, non striato
 Lamelle 
Bianche o color giallo paglierino chiaro, fitte, sottili, adnate
 Gambo 
5-6 x 1–2 cm, bianco
 Carne 
Bianca, compatta, con sfumature grigie nel gambo.
- Odore: fruttato

- Sapore (micologia)  :dolce

## Microscopia
Sporebianche in massa, subsferiche, reticolate con verruche, 7-9 x 6-7 µm.
Cistidiappendicolati, 100 x 8-12 µm.
Pileocistidileggermente clavati, spesso appendicolati o capitati, 100 x 6-10 µm.

## Habitat
Cresce nei boschi misti, ai margini di sentieri, da fine giugno fino a tardo autunno.

## Commestibilità
Commestibile.

## Sinonimi e binomi obsoleti
- Agaricus atropurpureus Krombh., Naturgetreue Abbildungen und Beschreibungen der essbaren, schädlichen und verdächtigen Schwämme (Prague) 9: 6 (1845)
- Russula atropurpurea var. krombholzii Singer, Botanisches Centralblatt, Beihefte 49: 301 (1932)
- Russula depallens sensu Cooke [Ill. Brit. Fung. 985 (1021) Vol. 7 (1888)]; fide Checklist of Basidiomycota of Great Britain and Ireland (2005)
- Russula depallens var. atropurpurea (Krombh.) Melzer & Zvára, Arch. Přírodov. Výzk. Čech. 17(4): 10 (1927)
- Russula krombholzii Shaffer, Lloydia 33: 82 (1970)
- Russula rubra Cooke
- Russula undulata Velen., České Houby 1: 131 (1920)

## Specie simili
Può essere confusa con:
- Russula cyanoxantha, commestibile
- Russula amoena, commestibile
- Russula xerampelina, commestibile